# Нефер-Сетех
Нефер-Сетех (егип. Nfr.stḫ, «Сет милостив») — древнеегипетский чиновник, живший в конце II или начале III династии. Он известен своим именем, содержащим упоминание бога Сета, которого почитали на севере, то есть в Нижнем Египте.

## Биография
Единственный сохранившийся титул Нефер-Сетеха — «жрец-уаб фараона» (егип. Wʿb-nsw). Подробности о его семье неизвестны.
Имя Нефер-Сетеха представляет особый интерес для египтологов и историков, поскольку в нём упоминается Сет. Это позволяет египтологам, таким как Тоби Уилкинсон и Кристиана Кёлер, полагать, что Нефер-Сетех жил в конце II династии, когда Сет приобрёл особую популярность (см. Хасехемуи).
Другие египтологи, такие как Йохем Каль и Катрин Шеле, не согласны с этой датировкой. Использование плиточных стел с табличными списками, включая перечисление предметов, не было археологически засвидетельствовано до начала III династии, и до этого времени также не использовались специальные знаки для чисел, записанные на стеле Нефер-Сетеха.

## Гробница
Нефер-Сетех известен своей повреждённой надгробной стелой, найденной в Хелуане. Эта стела изображает Нефер-Сетеха как покойного, сидящего перед жертвенным столом, одетого в очень узкий наряд. Он смотрит направо, его имя и титул вырезаны над его головой. На правой части стола для подношений изображены и описаны жертвенные продукты, такие как птица, лук, салат и хлеб. Кроме того, стела содержит список в табличной форме, она содержит перечень и описание ценных вещей и тканей, таких как полотно и пряжа. Список также содержит перечень и описание нескольких видов ароматических масел и благовоний.